# 애란 (1989년 영화)
"애란"은 1989년에 개봉한 대한민국의 영화이다.

## 캐스팅
- 김구미자 : 히데꼬 역
- 임성민 : 철민 역
- 박영규 : 요시무라 역
- 진희진 : 모모에 역
- 김종민 : 기요시 역
- 이백 : 우편배달부 역
- 강상용 : 헌병소위 역
- 신찬일 : 순사 역
- 박중훈 (우정출연)